# The Sage-Brush Gal
The Sage-Brush Gal è un cortometraggio muto del 1915 diretto da Rollin S. Sturgeon.

## Produzione
Il film fu prodotto dalla Broadway Star Feature (Vitagraph Company of America).

## Distribuzione
Distribuito dalla General Film Company, il film - un cortometraggio in tre bobine - uscì nelle sale cinematografiche statunitensi il 16 gennaio 1915.